# Comte de Kimberley

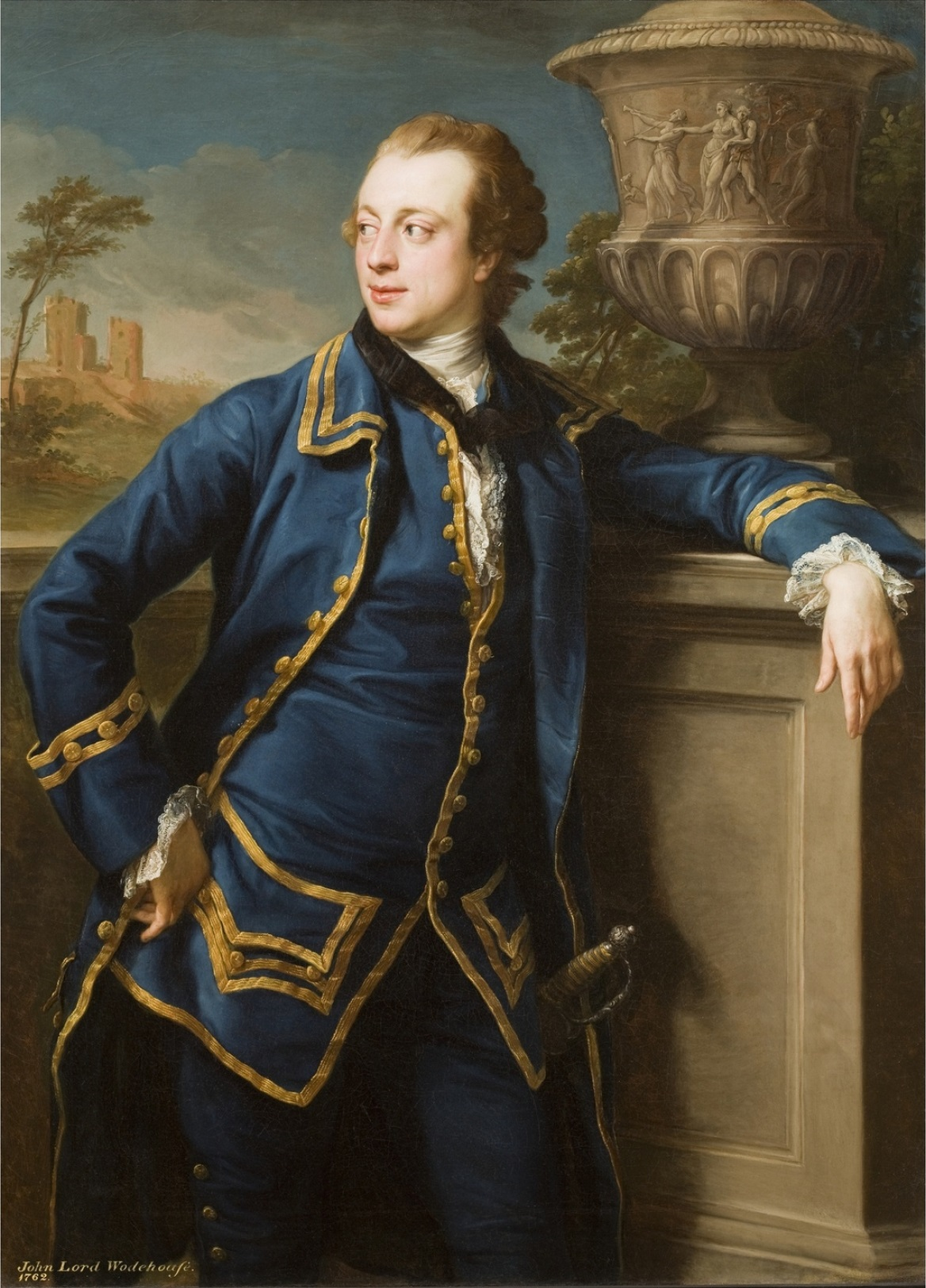
John Wodehouse (1741-1834), premier Baron Wodehouse, grand-père paternel du premier comte de Kimberley

Le titre de comte de Kimberley, de Kimberley dans le Norfolk, a été créé dans la pairie du Royaume-Uni en 1866 pour honorer l'homme d'État John Wodehouse, dont la descendance détient toujours le titre. 

## Liste des comtes de Kimberley
- 1866-1902 : John Wodehouse (1826-1902) ;
- 1902-1932 : John Wodehouse (1848-1932), fils du précédent ;
- 1932-1941 : John Wodehouse (1883-1941), fils du précédent ;
- 1941-2002 : John Wodehouse (en) (1924-2002), fils du précédent ;
- depuis 2002 : John Armine Wodehouse (en) (né en 1951), fils du précédent.

L'héritier apparent du titre est le fils unique de l'actuel comte : David Simon John Wodehouse (né en 1978), Lord Wodehouse.